# احسن‌الله رادمهر
نویسنده: مهدی مقدمی

احسن‌الله رادمهر (زادهٔ ۱۳۴۸ در رودبارسرا) فعال اجتماعی، سیاسی و نویسنده کتابهایی با موضوع اقتصاد و گردشگری است. وی در انجمنهای علمی، فرهنگی و عام‌المنفعه فعالیت دارد. فعالیتهای وی موجب گشایش عملی؛ رشد اجتماعی، فرهنگی و مدیریتی و افزایش روند رفاه اقتصادی در آینده اجتماعی ایران بوده‌است.

## تحصیلات
رادمهر در خانواده ای که با شغل کشاورزی امرار معاش می‌کردند بدنیا آمد. او تحصیلات پایه را در زادگاهش رودبارسرا (رضوانشهر) آموخته و مقاطع متوسطه و دبیرستان را در شهرهای نزدیک زادگاهش گذرانده و دانش‌آموخته کارشناس حسابداری از دانشگاه آزاد اسلامی و کارشناس ارشد حقوق اقتصادی از دانشگاه شهید بهشتی تهران است. وی مدرس دانشکده اقتصاد و حسابداری، واحد مرکزی تهران و عضو جناح اصولگرایان جامعه اسلامی مهندسین کشور است.

## آثار
- پدید آورنده کتاب جهاد اقتصادی و بسترهای تحقق آن،[۶][۷][۸] با موضوع نظریه رشد اقتصادی، اسلام و اقتصاد در چاپ دوم با نظریه غلامرضا رضوانی[۹] از فقهای شورای نگهبان و عضومجلس خبرگان رهبری در مورد این کتاب می‌باشد.
- پدید آورنده کتاب اقتصاد مقاومتی با تولید ملی[۱۰] با موضوع ظرفیت‌های اقتصاد در داخل کشور و کتاب توسعه صنعت گردشگری گیلان[۱۱] با موضوع دیدگاه علمی گردشگری و پتانسیل‌های آن است.[۱۲][۱۳]

## فعالیتهای اجتماعی و سیاسی
رادمهر فعالیت‌های عام‌المنفعه در نقاط مختلف ایران ازجمله تالش انجام داده و عضو انجمن خیرین مدرسه‌ساز ایران و رئیس هیئت مدیره مجمع خیرین کتابخانه ساز استان گیلان است و از این رو در تالش از او با لقب رادمهر سازنده یاد می‌کنند. وی عضو انجمن نخبگان کشور، جامعه حسابداران رسمی ایران و کارگروه علمی پژوهشی و فناوری استان گیلان است و کاندیدای دوره نهم و دهم مجلس شورای اسلامی از حوزه تالش، رضوانشهر و ماسال بوده‌است.

## سوابق اجرایی و مدیریتی
احسن الله رادمهر سوابق اجرایی و مدیریتی در شرکتهای دولتی و خصوصی داشته‌است. ریاست اداره تعاون شهرستان ورامین، ریاست هیئت مدیره باشگاه فوتبال ملوان بندر انزلی، معاونت مالی و منابع انسانی شرکت ایران خودرو، مشاور اقتصادی استانداری کرمان و ایلام، مشاور اقتصادی کمیته امداد امام خمینی هلدینگ کشاورزی و دامپروری، مشاور مالی و اقتصادی صندوق اعتباری هنر، مشاور مالی اقتصادی خودروسازی سایپا، مشاور اقتصادی صنایع عمومی تأمین اجتماعی (شستا)، قائم مقام شرکت یارا طب ثامن (آستان قدس رضوی)، قائم مقام شرکت سپهر جم (بانک صادرات ایران)، مشاور اقتصادی شرکت میتیل (فولاد مبارکه)، مدیر عامل شرکت ساسان (حوزه علمیه قم)، مشاور مالی شرکت دادگستر شمس (شستا)، معاونت مالی اداری و قائم مقام مدیر عامل کارخانجات صنعتی-معدنی ایران وابسته به بانک صنعت و معدن، مدیر مالی اداری شرکت شهریار رهرو وابسته به شرکت شهاب، مشاور اقتصادی و تأمین منابع بنگاه‌های اقتصادی معاونت سازمان تأمین اجتماعی کشور و ده‌ها مجموعه دیگر اشاره کرد. رادمهر تلاش برای ارتقاء پتانسیل‌های اقتصادی و ایجاد اشتغال را اولویت دانسته و در تأسیس و تجهیز بنگاه‌ها و کارگاه‌های کوچک و بزرگ اشتغال‌زایی تأکید دارد.